# Pleomerium fuscoviridescens
Pleomerium fuscoviridescens är en svampart som först beskrevs av Rehm, och fick sitt nu gällande namn av Speg. 1918. Pleomerium fuscoviridescens ingår i släktet Pleomerium och familjen Meliolaceae.   Inga underarter finns listade i Catalogue of Life.